# Acalypha dumetorum
Acalypha dumetorum är en törelväxtart som beskrevs av Johannes Müller Argoviensis. Acalypha dumetorum ingår i släktet akalyfor, och familjen törelväxter. Inga underarter finns listade i Catalogue of Life.